# Ingo Hamm
Ingo Hamm (* 16. April 1971 in Worms) ist ein deutscher Psychologe. Seit 2015 ist er Professor für Wirtschaftspsychologie an der Hochschule Darmstadt.

## Leben
Hamm studierte Psychologie und Betriebswirtschaftslehre an der Universität Mannheim. Nach Abschluss seines Studiums als Diplom-Psychologe arbeitete er zunächst als Trendforscher im Trendbüro mit Matthias Horx. Kurz danach gründete er A&B Analyse und Beratung GmbH, ein Institut für Trendforschung und Marktforschung, später mit GIM Heidelberg als Joint Venture umfirmiert zu GIM argo GmbH. Hamm promovierte in Wirtschaftswissenschaften zum Thema Jugendmarketing. Von 2003 bis 2006 war Hamm Berater bei McKinsey & Company, Inc., anschließend bei BASF SE mehrere Jahre für internationale Projekte verantwortlich.
2015 wurde Hamm Professor für Wirtschaftspsychologie an der Hochschule Darmstadt, mit Schwerpunkt Markt, Konsumenten und Medien.

## Forschung
Der Schwerpunkt seiner Lehre und Forschung liegt auf den Kernthemen der angewandten Wirtschaftspsychologie. Zu seinen aktuellen Forschungsthemen gehören Führung & Management, Zukunft der Arbeit und nachhaltiges Konsumverhalten.
Vor allem im Forschungs- und Anwendungsbereich New Work entwickelt Hamm mit „Sinnlos glücklich“ eine Gegenthese zum Corporate Purpose, indem er eine psychologische und existenzialistische Sicht auf Arbeit beschreibt, die ohne höheren, vorgegebenen Sinn auskommt, sondern durch Erfahrung von Selbstwirksamkeit in der Tätigkeit an sich eine nachhaltige Zufriedenheit ermöglicht. Hier bezieht sich Hamm vor allem auf die wirtschaftspsychologischen Arbeiten von Hackman & Oldham und die existenzialistische Sichtweise von Albert Camus mit dem Mythos von Sisyphos.

## Veröffentlichungen
- Hamm, I. (2022): „Sinnlos glücklich – Wie man auch ohne Purpose Erfüllung bei der Arbeit findet“, Vahlen Verlag, München
- Hamm, I. & Bismarck, W.-B. von (2020): „True Leadership – Führung in Extremsituationen“, Hanser Fachbuch, München
- Hamm, I. & Koehler, W. (2020): „Wettbewerbsfaktor Mensch – Wie man durch Mitarbeiterbegeisterung und moderne Führung Mehrwert schafft“, Springer Gabler, Wiesbaden
- Hamm, I. (2019): „Kauf-Instinkt – Mit einem einfachen Modell des Konsumverhaltens zu zielsicheren Marketingstrategien“, Schaeffer-Poeschel-Verlag, Stuttgart
- Hamm, I. (2010): „Erfolgreiche Change Communication als Führungsaufgabe“, in: „Change Communications Jahrbuch 2010“, Hrsg.: Harringer C. & Maier, H.; Springer Verlag
- Hamm, I. (2008): „Brauchen Luxushotels eine Dachmarke? Meinung zum Fall Lilypad“, in: Harvard Business Manager 3/2008 (Dt. Edition)
- Hamm, I. & Bungard, W (2003): „Ethnographie als explorative Sozialforschung“, in: Wirtschaftspsychologie aktuell 3/2003
- Hamm, I. (2003): „Die MTV-Mindset-Studien – Jugendmarketing mit Subkulturen und Lebensstilen“, Schaeffer-Poeschel-Verlag, Stuttgart; ISBN
- Hamm, I. (2003): „Eine lebensstilistische Segmentierung des Jugendmarktes“, Dissertation, MADOC Hochschulschriftenserver Universität Mannheim
- Hamm, I. (2000): „Lebensstilistische Faktoren bei Jugendlichen“, in: „Jugendliche im Fokus des Beziehungsmarketing“, Hrsg.: Zanger, C. & Griese, K., Vahlen Verlag
- Hamm, I. (2000): „Internet-Werbung – Von der strategischen Konzeption zum erfolgreichen Auftritt“, Schaeffer-Poeschel-Verlag, Stuttgart
- Hamm, I. & Bismarck, W.-B. von (1998): „Werbung und Multimedia – Perspektiven für den Konsumenten“, in: Mannheimer Beiträge zur Wirtschaftspsychologie, 1/98
- Hamm, I. (1997): „Electronic Branding“, in: Planung&Analyse, 1/97